# The Thrill of It All (Thunder)
The Thrill of It All è il quarto album in studio del gruppo musicale britannico Thunder, pubblicato nel 1997.

## Descrizione
Per tutto gennaio e febbraio 1996, il chitarrista dei Thunder Luke Morley, il chitarrista e tastierista Ben Matthews e il batterista Harry James, insieme all'ex produttore Andy Taylor, iniziarono a lavorare su nuovo materiale per il quarto album in studio della band, sotto l'etichetta Castle Communications.

## Tracce
1. Pilot of My Dreams – 4:31
2. Living for Today – 4:04
3. Love Worth Dying for – 4:03
4. Don't Wait Up – 4:03
5. Something About You – 5:03
6. Welcome to the Party – 4:42
7. The Thrill of It All – 5:35
8. Hotter Than the Sun – 4:48
9. This Forgotten Town – 5:06
10. Cosmetic Punk – 3:43
11. You Can't Live Your Life in a Day – 4:37

## Formazione
- Danny Bowes – voce
- Luke Morley – chitarra acustica, chitarra solista, cori, percussioni
- Ben Matthews – chitarra, tastiera
- Chris Child – basso
- Harry James – batteria